# Marjolein Acke
Marjolein Acke is een Belgische muzikante en sopraan uit Gent die al sedert haar zevende optreedt voor publiek. Ze zingt meestal klassieke muziek maar brengt ook andere genres. Ze werd als jongtalent bekend via meerdere talent- en zangwedstrijden.   

## Levensloop
Marjolein Acke is opgegroeid in een muzikaal Gents gezin: vader speelt gitaar, moeder zingt en ook haar twee broers hebben muzikale interesses. Haar jongste broer Elewout is actief als muzikant en componist. Hij ondersteunt haar ook regelmatig bij diverse optredens.
Het grote publiek leerde haar kennen in de Vlaamse talentenjacht Belgium's Got Talent toen ze de Gouden Buzzer kreeg van Stan Van Samang. Ze haalde de finale maar moest het als 9-jarige afleggen tegen de dansgroep Baba Yega. Hierop volgende enkele optredens in het Nederlandse Superkids en het Franse Prodiges programma.
Marjolein verrijkte regelmatig de Gentse Feesten met zowel zang, als viool. Hierbij werd ze bijgestaan door broer Elewout die ook vioolsolo's bracht. Als duo gebruikten ze daar de naam De Zinguïns.  
Na enkele jaren bij het Jong conservatorium van Antwerpen startte Marjolein in 2023 een 4-jarige opleiding aan het Conservatorium van Gent.
Begin 2024 verscheen ze in Sing Again een wedstrijd voor 22 zangers die al hadden deelgenomen aan eerdere wedstrijden. Via 3 selectieronden en de ultieme steun van het publiek bereikte ze de finale. In die finale kreeg ze opnieuw de steun van het publiek en won ze de wedstrijd en de bijbehorende prijs van 10.000 Euro.
Na de positieve ervaringen in Sing Again met stadsgenoot Chris Morton, namen ze samen enkele duetten op waaronder Barcelona van Freddy Mercury en If I needed you van Townes Van Zandt.
Voor de toekomst ambieert Marjolein een deelname aan de Belgische Koningin Elisabethwedstrijd en droomde ze ervan om ooit samen met Helmut Lotti te kunnen optreden. Deze laatste wens werd al snel gerealiseerd. Op vrijdag 26 juli 2024, tijdens Helmut Lotti goes classic te Koksijde, brachten samen een gemengde Engels-Italiaanse versie van Be mine (Libiamo ne'lieti calici van Giuseppe Verdi) gevolgd door haar solo van Nella Fantasia (Ennio Morricone en Chiara Ferra). In de tien om te zien aflevering, uitgezonden op 28 juli, vertolkten ze opnieuw samen Be mine.

## Opleiding
- Middelbaar onderwijs
- Jong conservatorium Antwerpen
- Koninklijk Conservatorium Gent

## Optredens
- 2014 Kinderkoor van de Vlaamse Opera.
- 2016 Kinderkoor van de Vlaamse Opera met haar broers Elewout en Florian Acke in Babel, een libretto van Frank Adam.[2]
- 2016 Belgium's Got Talent, VTM.
- 2016 Superkids, RTL 4.
- 2016 Prodiges, France TV, (Bellini, Norma, Casta Diva) + (Puccini, Turandot, Nessun dorma)
- 2017 Kinderkoor van de Vlaamse Opera, Kerstconcert in de Bozar.[3]
- 2018 Kinderburgemeester van de Gentse Feesten, dankzij een mix van zang en dans op Seisouso van Cirque du Soleil.
- 2019 Speel het hard, winnaar van de extra aanmoedigingsprijs voor het motet Exsultate, jubilate van Wolfgang Amadeus Mozart.
- 2019 De Bijloke, begeleid door Brussels Philharmonic.
- 2019 5 jaar Stichting Gelukskinders concert met Amira Willighagen, Anne Keizer & Kinderkoor Cantabile in Turnhout.
- 2022 Internationale muziekwedstrijd Triomf van de kunst.
- 2023 Prinses Christina Concours, Perfect Pitch winnaars categorie 1 met haar broer Elewout.
- 2024 Sing Again, VTM, (Johann Strauss jr., Die Fledermaus, Mein Herr Marquis ) + ('Giacomo Puccini, Gianni Schicchi, O mio babbino caro).
- 2024 Prinses Christina Concours, regiofinale zuid categorie klassiek.
- 2024 Helmut Lotti goes classic te Koksijde.
- 2024 VTM - Tien om te zien, duet Be Mine met Helmut Lotti.

## Discografie

### Albums
- 2020 - Classics Live, met Amira Willighagen en Anne Keizer

### Singles
- Ave Maria
- My Heart Will Go On
- Nella Fantasia
- O Mio Babbino Caro
- You Raise Me Up

## Videografie
- 2020 - 5 Jaar Gelukskinders, met Amira Willighagen, Anne Keizer en het Cantabile Choir